# Nitroimidazole

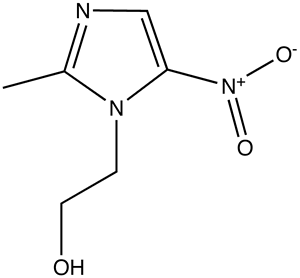
Le métronidazole, un nitroimidazole.

Les nitroimidazoles sont des imidazoles hétérocycliques possédant un groupe nitro, et qui sont utilisés pour combattre les infections à bactéries anaérobies et parasitaires.
La molécule nitroimidazolée se fixe sur l'ADN de la cellule cible, provoque des coupures au niveau de ses deux brins et un déroulement.
Le spectre d'activité est limité aux bactéries anaérobies strictes.
Exemples : métronidazole, mégazole, ornidazole, oinidazole, oecnidazole.
Les nitroimidazoles sont aussi connus pour leur propriété radio-sensibilisatrice et sont donc proposés pour le traitement des cancers par radiothérapie ou comme agents anticancéreux ciblant notamment les cellules hypoxiques.